# Carl von Garaguly
Carl von Garaguly (28 de desembre de 1900 – 18 d'octubre de 1984), també conegut com a Carl Garaguly, va ser un violinista i director d'orquestra hongarès que va passar gran part de la seva vida laboral a Escandinàvia. Va néixer a Budapest, i va treballar molts anys a Göteborg i Estocolm, Suècia.

## Biografia

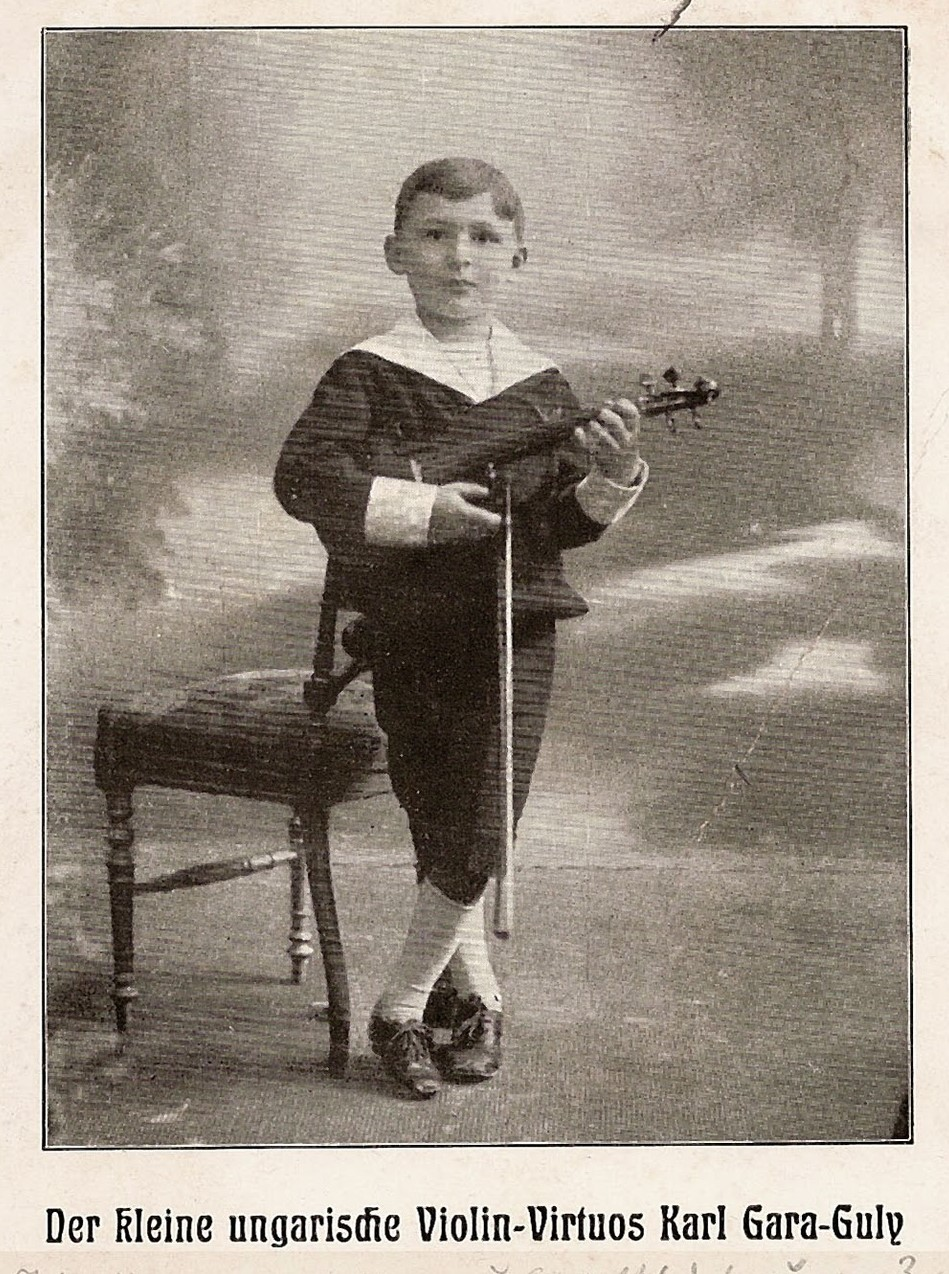
Carl von Garaguly als sis o set anys

Garaguly va ser un nen prodigi, actuant en públic des dels 6 anys, havent rebut les seves primeres lliçons de violí del seu pare. Als 10 anys ja estava fent gires de concerts.
Va estudiar violí amb Jenő Hubay a l'⁣Acadèmia Estatal d'Hongria entre 1907 i 1908, i amb Henri Marteau a l'⁣Escola Superior de Música de Berlín de 1914 a 1916, i va ser membre de la Societat Marteau. Als 17 anys es va convertir en el subdirector adjunt de l'⁣Orquestra Filharmònica de Berlín Durant el servei de guerra va fer gires de concerts per a la Creu Roja abans d'ensenyar durant un temps al Conservatori d⁣ Arad, Transsilvània.
Garaguly es va traslladar a Suècia el 1923 i des d'aquell any fins al 1930 va ser el líder de l'⁣Orquestra Simfònica de Göteborg, i també primer violí del Quartet de Göteborg. Garaguly va començar la seva associació amb la Societat de Concerts d'Estocolm (avui Orquestra Filharmònica Reial d'Estocolm) el 1930 com a cap adjunt, càrrec en el qual també va interpretar solos en obres de concert de Mozart, Wieniawski, Pergament, Berwald, Mendelssohn i Hubay. Va continuar com a director adjunt fins a ser nomenat director principal de l'orquestra des de 1942 fins a 1953. Després d'estudiar direcció amb Clemens Krauss, va debutar com a director el març de 1940, després d'haver dirigit dos concerts escolars. Durant el seu mandat va dirigir prop de 300 concerts, així com 100 concerts escolars o juvenils. Va dirigir dos concerts a Londres l'any 1952 durant la visita de l'orquestra. El nomenament de Garaguly no va ser benvingut universalment, alguns van criticar la junta de l'orquestra per no donar la feina a Tor Mann. A més, Kurt Atterberg va atacar la nominació de Garaguly perquè no havia nascut a Suècia (tot i que hi havia viscut la meitat de la seva vida i estava casat amb una dona sueca). El seu principal interès en el repertori era la música moderna, però també va dirigir els grans clàssics. El seu assaig i la seva preparació van ser molt admirats i l'orquestra es va fer més fiable tècnicament durant el seu mandat. La seva última aparició dirigint l'orquestra va ser el 26 d'octubre de 1982.
Garaguly va ser nomenat director musical de Harmonien (l'Orquestra Filharmònica de Bergen) el 1952. Va ser director de l'Orquestra Simfònica d'Arnhem (oficialment anomenada Het Gelders Orkest (HGO) en neerlandès) de 1959 a 1972, i de la Sønderjyllands Symfoniorkester a Dinamarca de 1965 a 1979, alhora que va tornar a Estocolm com a director convidat.
Va fer l'estrena de la Simfonia núm. 5 de Tubin el 1947 i de la simfonia d'⁣Anne-Marie Ørbeck el 1954 a Bergen.

## Discografia
Berlin Classics ha publicat enregistraments de Garaguly dirigint l'⁣Orquestra Filharmònica de Dresden de les Simfonies 1 i 7 de Sibelius, la Suite Háry János de Kodály, peces de Johann Strauss i una suite de Lady Macbeth del districte de Mtsensk, op. 29 de Xostakóvitx. En la seva sèrie de concerts per a violí amb Kai Laursen, Danacord té diversos concerts on el director és Garaguly al capdavant de l'Orquestra Simfònica de Jutlàndia del Sud: Concert per a violí en la major, op. 6 de Svendsen, Concert per a violí en sol major de Ludvig Holm, Concert per a violí en re major, op. 20 de Peder Gram, Concert per a violí en sol major, op. 11 de Hakon Børresen, Concert per a violí en re major d'Enna, Concert per a violí en si menor, op. 27 de Gustav Helsted, Concert per a violí, op. 48 d'Emborg i el Concert de cambra núm. 9 per a violí i viola, op. 39 de Holmboe. La Simfonia núm. 2 i la Suite per a orquestra de corda de Carl Nielsen van ser gravades per Garaguly amb l'⁣Orquestra Tivoli (Vox). Altres discos enumerats per CHARM són el Concert per a piano núm. 1 de Txaikovski amb Victor Schiøler, piano (1945, Tono), el Concert per a piano núm. 5 de Beethoven en mi bemoll major també amb Schiøler, (1947 HMV), la Simfonia núm. 1 de Brahms del Rundfunk-Sinfonie-Orchester Berlin (1957 Eterna), Tapiola de Sibelius, també a Berlín, Música per a orquestra de Lars-Erik Larsson, op. 40 i el Concert per a orquestra de corda de Hilding Rosenberg. S'ha publicat un enregistrament de Garaguly dirigint per a Jussi Björling el 9 de juny de 1954 a Bergen al segell Bluebell.
Com a líder del Quartet Garaguly, es pot sentir en els enregistraments del Quartet de corda núm. 5 de Stenhammar en do major, op. 29, Quartet de corda en si d'Atterberg, Op 11/2, Intima Miniatyrer de Larsson Op. 20, i el quartet de corda núm. 4 de Rosenberg
En un disc de Caprice CAP 21620 s'han reeditat una sèrie dels seus enregistraments de violí solista.